# Savianges
Savianges ist eine französische Gemeinde mit 80 Einwohnern (Stand: 1. Januar 2022) im Département Saône-et-Loire in der Region Bourgogne-Franche-Comté (vor 2016 Bourgogne). Die Gemeinde gehört zum Arrondissement Chalon-sur-Saône und zum Kanton Givry (bis 2015: Buxy).

## Lage
Savianges liegt etwa 25 Kilometer westsüdwestlich von Chalon-sur-Saône. Umgeben wird Savianges von den Nachbargemeinden Saint-Privé im Norden und Westen, Cersot im Nordosten, Fley im Osten und Südosten, Germagny im Süden sowie Le Puley im Südwesten.

## Bevölkerung
| Jahr                      | 1962 | 1968 | 1975 | 1982 | 1990 | 1999 | 2006 | 2011 | 2016 |
| ------------------------- | ---- | ---- | ---- | ---- | ---- | ---- | ---- | ---- | ---- |
| Einwohnerzahl             | 67   | 66   | 53   | 54   | 70   | 80   | 66   | 77   | 75   |
| Quelle: Cassini und INSEE |      |      |      |      |      |      |      |      |      |

## Sehenswürdigkeiten
- Kirche Saint-Révérien aus dem 15. Jahrhundert, seit 1982 Monument historique
- altes Pfarrhaus, ursprünglich aus dem 13. Jahrhundert, Umbauten aus dem 16. Jahrhundert
- Schloss Savianges

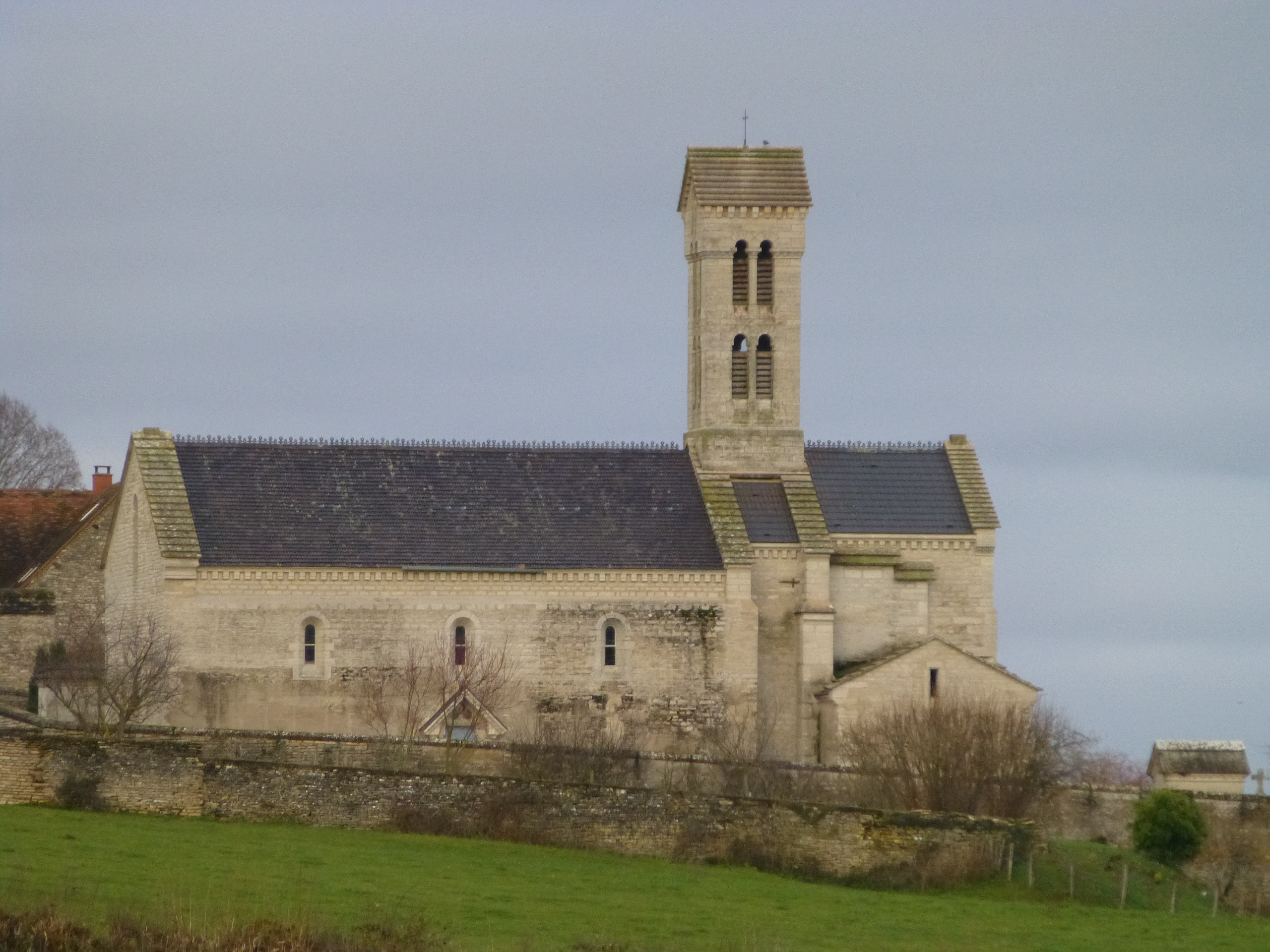
Kirche Saint-Révérien
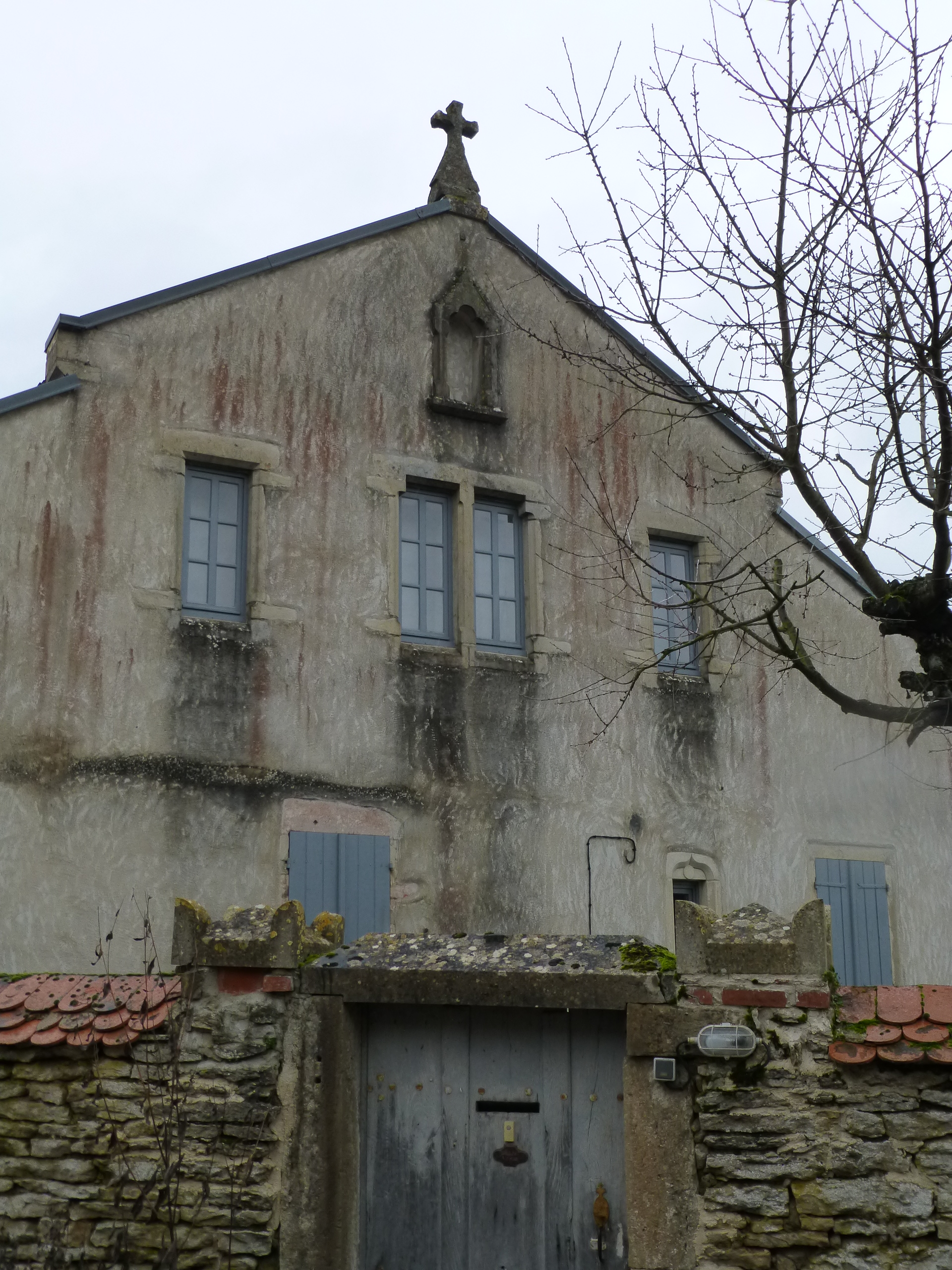
Altes Pfarrhaus
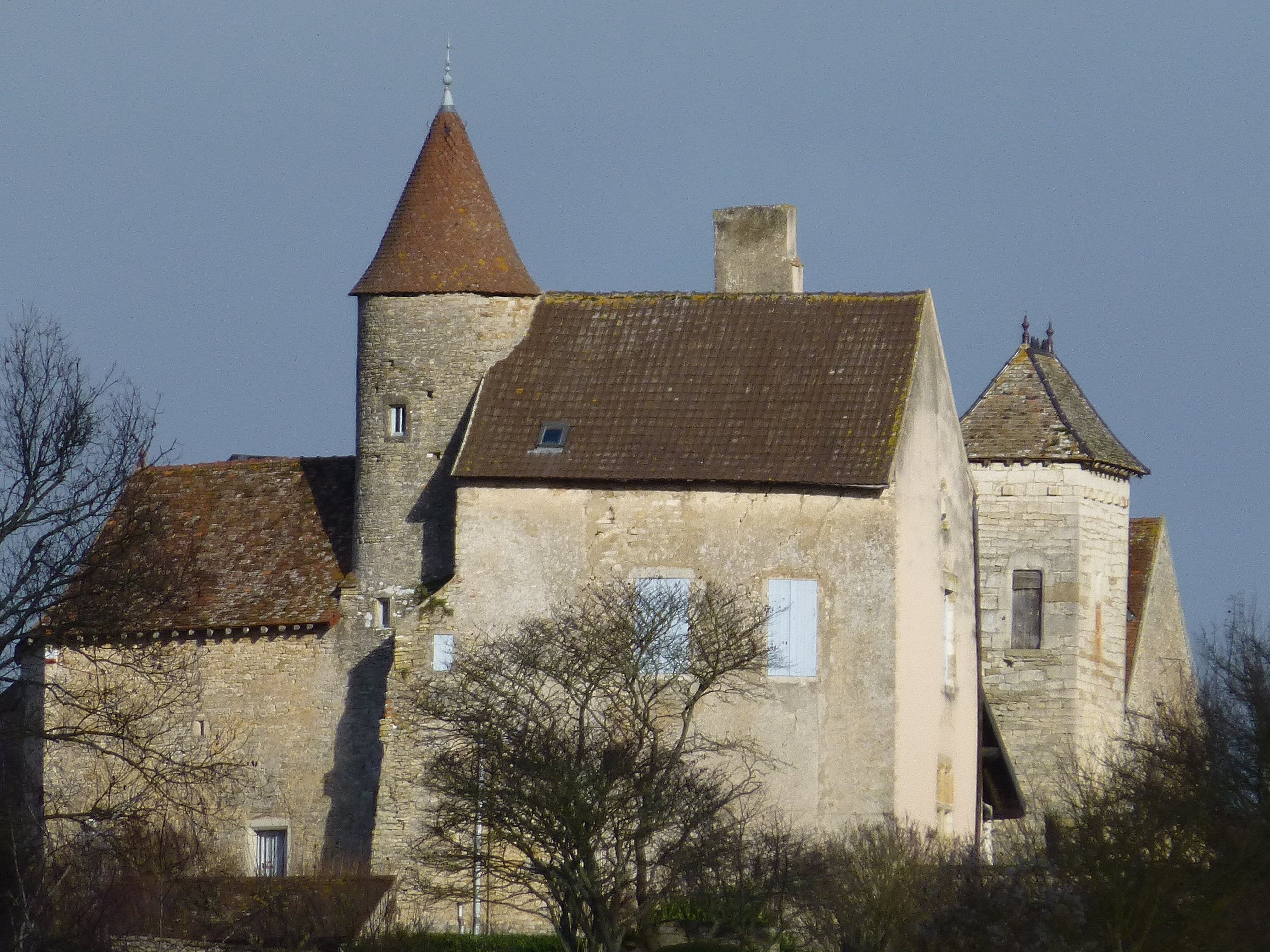
Schloss Savianges